# التاريخ العسكري للمملكة المتحدة خلال الحرب العالمية الثانية
أعلنت المملكة المتحدة، إلى جانب الدومينيون والمستعمرات الملكية الحرب على ألمانيا النازية في سبتمبر من عام 1939 بعد غزو ألمانيا لبولندا. بدأت الحرب مع اليابان في ديسمبر من عام 1941 بعد هجوم اليابان على المستعمرات البريطانية في آسيا. هُزمت قوى المحور من قبل قوى الحلفاء في عام 1945.          

## جيش ما قبل الحرب
على الرغم من أن المملكة المتحدة كانت قد زادت إنفاقها وتمويلها العسكريين قبل عام 1939 ردًا على القوة المتعاظمة لألمانيا تحت قيادة الحزب النازي، كانت قواتها ما تزال ضعيفة بالمقارنة مع القوات الألمانية، وعلى وجد التحديد الجيش البريطاني. كانت البحرية الملكية، التي كانت آنذاك الأضخم في العالم، تتمتع بقوة أكبر من نظيرتها الألمانية. امتلك الجيش البريطاني تسع فرق متاحة للحرب، في حين امتلكت ألمانيا 78 فرقةً وفرنسا 86 فرقة.

## بداية الصراع
مع توقعها باندلاع حرب عالمية أخرى، نفّذت البحرية البولندية خطة بيكينغ في أواخر أغسطس ومطلع سبتمبر من عام 1939 ونقلت ثلاث مدمرات حديثة، بورزا وبليسكافيكا وغروم، إلى بريطانيا، خدمت السفن إلى جانب (وتحت قيادة) البحرية الملكية في الفترة المتبقية من الحرب.
في 3 سبتمبر، أعلنت المملكة المتحدة وفرنسا الحرب على ألمانيا كما ألزمها التحالف العسكري الأنغلو-بولندي. صدر الإعلان بعد 24 ساعة من توجيه المملكة المتحدة إنذارًا نهائيًا لألمانيا بسحب جميع القوات الألمانية من بولندا. بعد سقوط بولندا، تعززت قوة البحرية الملكية من خلال وصول الغواصتين البولنديتين أورزيل وفيلك. انضمت بعد ذلك سفن بريطانية مستأجرة إلى البحرية البولندية في المملكة المتحدة.
بدأ الجيش البريطاني على الفور بإرسال قوة استطلاعية بريطانية (بي إي إف) لدعم فرنسا. في البداية زودت القوات النظامية من جيش ما قبل الحرب الجيش بالجنود. وعلى الرغم من ذلك في عام 1940، أرسل جنود فرق الجيش الإقليمي التي كانت قد حُشدت في بريطانيا. في نهاية المطاف، امتلكت القوة الاستطلاعية البريطانية الفيلق الأول والثاني والثالث تحت إمرتها، وتحكمت بـ200 ألف جندي. أرسل القوة الجوية الملكية (آر إيه إف) أيضًا قواتٍ ضخمة مع بداية الأعمال الحربية. كان بعضها أسراب التعاون التابعة للجيش الفرنسي للمساعدة في مسائل مثل الاستطلاع للجيش الفرنسي.
كانت الأخرى أسراب هوكر هوريكان من آر إيه إف فايتر كوماند. بشكل منفصل، أرسلت قيادة القاذفات التابعة لسلاح الجو الملكي قوة الضربات الجوية المتقدمة، التي تألفت من أسراب فايري باتل وآلياتٍ أخرى لم تكن تمتلك المدى للوصول إلى ألمانيا من المملكة المتحدة.
خلال الحرب الزائفة، نفّذت القوة الجوية الملكية غارات قصف صغيرة وعدد كبير من غارات نشر الدعاية (أطلق عليها اسم «نيكلز») وفرضت البحرية الملكية حصارًا ساحليًا على ألمانيا.

## أوروبا الشمالية والغربية 1940 و1941

### الحملة النرويجية
كانت النرويج تلوح في أفق الاستراتيجية الألمانية بسبب الرواسب الكبيرة من خام الحديد في شمال السويد والساحل البحري الطويل الذي من شأنه أن يحول دون حصار من النوع الذي أضر ألمانيا في الحرب العالمية الأولى. بتوقعه الصحيح أن المملكة المتحدة ستتخذ خطوة استباقية ضد النرويج المحايدة لوقف تدفق الخام من نارفيك، أمَر أدولف هتلر أن يبدأ الغزو في 9 أبريل 1940. نجح الفيرماخت في مهمته وأنزل قوةً كبيرة في نقاط إستراتيجية حيوية في النرويج. أُرسلت القوات البرية البريطانية بسرعة إلى النرويج وتمركزت في الوسط عند أندالنسيس وعند نامسوس وفي شمال البلاد عند نارفيك. ردع اللوفتفافه عمليات الإنزال في أقصى الجنوب.
قامت القوات البريطانية بهبوط برمائي في نامسوس خلال أبريل 1940 في محاولة لمنع الألمان من التقدم شمالًا. توقفت هجمات القوات البريطانية في الجنوب وسرعان ما حوصرت في بلدة نامسوس. ووجه البريطانيون بهجماتٍ من لوفتفافه وبصعوبات متزايدة في إنزال القوات والإمدادات الجديدة من البحر. أعطى الجنرال دي فيارت أوامر بإجلاء قواته في 28 أبريل. أُجليت كامل القوات البريطانية بحلول 4 مايو 1940.
في وسط النرويج، لم تتمكن حاملات الطائرات التابعة للبحرية الملكية والأسراب المقاتلة لسلاح الجو الملكي من إبقاء القواعد المنشأة آمنة، وترتب على البريطانيين إجلاءها. في الشمال، طُرد الألمان من نارفيك بعد استيلائهم عليها. ومع ذلك، مع دخول طائرات لوفتفافه مدى التقدم الألماني، وُجد مجددًا أنه من المستحيل الحفاظ على القواعد في مواجهة التهديد الجوي. وسُحبت القوات البريطانية في نارفيك كذلك.
نتيجةً لفقدان النرويج والدانمارك، بدأت البحرية الملكية احتلالًا استباقيًا لجزر فارو في 12 أبريل 1940.
في 10 مايو 1940، احتلت البحرية الملكية آيسلندا لإقامة قواعد بحرية وجوية على هذه الجزيرة الأطلسية.

### معركة فرنسا
في أعقاب الغزو الألماني لبولندا في 1 سبتمبر 1939، أُرسلت القوة الاستطلاعية البريطانية إلى الحدود الفرنسية البلجيكية في منتصف سبتمبر. اكتمل النشر الأول للقوات بحلول 11 أكتوبر 1939 عند الحد الذي نُقل فيه 158 ألف جندي إلى فرنسا. على مدى الشهور القليلة التالية، استمر وصول القوات والمواد والمركبات إلى فرنسا وبلجيكا وتضاعف حجم القوة الاستطلاعية البريطانية بحلول 13 مارس 1940 إلى 316 ألف رجل.
عُرفت هذه الفترة حتى 10 مايو 1940 باسم الحرب الزائفة، إذ كان هناك قتال قليل باستثناء اشتباكاتٍ خفيفة لدوريات الاستطلاع. اعتقد جنرالات الحلفاء أن الوقت كان في صالحهم، وكانوا يأملون في إضعاف ألمانيا بالحصار قبل استئناف الهجوم.
في 10 مايو، انتهت الحرب الزائفة المتعثرة بغزو ألماني كاسح للبينلوكس. دخلت القوات الألمانية فرنسا عبر آردن في 13 مايو. كانت معظم قوات الحلفاء في فلاندرز، وكانت تتوقع إعادة تنفيذ خطة الحرب العالمية شليفن. ترك تقدم المجموعة أ من الجيش الألماني باتجاه الساحل جنبًا إلى جنب مع اقتراب المجموعة ب من الشمال الشرقي القوة الاستطلاعية البريطانية مطوقةً من ثلاث جهات وفصلها عن مستودعات الإمدادات بحلول 21 مايو. حاولت القوات البريطانية وقف الهجوم وشنت هجماتٍ مضادة من بينها هجوم مضاد عند أراس في 21 مايو. لم تتمكن القوة الاستطلاعية البريطانية من صد الألمان وبات واضحًا أن موانئ القناة كانت مهددةً. نُقلت قوات جديدة من إنجلترا للدفاع عن بولون وكاليه، غير أن كلا الميناءين وقعا بيد ألمانيا بعد قتال عنيف بحلول 26 مايو (انظر معركة بولوني (1940) وحصار كاليه (1940)). أمر غورت بانسحاب القوة الاستطلاعية البريطانية إلى دونكيرك، المنفذ الحيوي الوحيد المتبقي، لتسهيل الإجلاء. في المحصلة، سُحب 338,226 جنديًا من الشواطئ، كان من بينهم 230 ألف بريطاني. ومع ذلك، جرى التخلي عن جميع معدات الجيش تقريبًا في فرنسا، ولم يتمكن العديد من الجنود من إحضار حتى بنادقهم.
على الرغم من الفشل في تدمير القوة الاستطلاعية البريطانية، نجح الألمان في منع التكوينات البريطانية من الوصول إلى الإجلاء عند دونكيرك. تشكلت التكوينات من قوة سار التي تألفت بصورة رئيسية من فرقة المشاة 51 ومعظم الفرقة المدرعة الأولى وقوة مرتجلة تسمى فرقة باومان. كان تشرشل ورؤساء الأركان قد قررا تشكيل «بي إي إف ثان» كان من شأنه أن يساعد في الدفاع عن بقية فرنسا، غير أن الجنرال ألان بروك تمكن من إقناعهم بأن القوات المتبقية كانت ستواجه الإبادة إذا حاولوا مواصلة القتال.